# Рударство у средњовековној Србији
Рударство у средњовековној Србији је делатност која је имала велики економски значај, нарочито у периоду од 13. до 15. века. Иако има назнака о рударству мањег обима у српској земљи у 12. веку, развитак рударства се везује за досељавање Саса средином 13. века. На простору данашње Србије, већином су се вадиле руде олова, бакра, гвожђа, али и сребра и, у мањој мери, злата. Рудари са простора Србије су били способни, што показује чињеница да су радили и на минирању цариградских зидина приликом опсаде 1453. године, као део контигента који је деспот Ђурађ Бранковић послао у оквиру своје вазалне обавезе према турском султану. У време деспотовине се по значају нарочито истицао рударски град Ново Брдо. Са падом деспотовине и преласком њене територије под турску власт, рударство је почело да замире.

## Досељавање Саса
О досељавању Саса постоји више теорија. По једној, доселили су се из Ердеља услед најезде Монгола 1241. године, по другој доселили су се из Немачке. Мада је мали број сачуваних правних споменика који говоре о присуству Саса у рударским градовима, топонимија и рударска терминологија које се користе на простору Босне и Србије потврђују њихово присуство. Присуство речи немачког порекла које чак и немају везе са рударством је потврђено у српском језику 15. века (шустер, шнајдер, путал). Пошто су се Саси доселили у малом броју, временом су се асимиловали, а рударство је прешло у руке домаћег становништва. Прва генерација Саса која се доселила и живела у Србији и Босни је имала сасвим немачка имена, али временом се појављују међу њима патронимици који се завршавају на „-ић“, да би на крају имали сасвим словенска имена, тако да се етничка припадност појединаца мора утврђивати истрагом. У време султана Сулејмана Величанственог термин Сас је означавао сваког рудара, што показује да су Саси као етничка група суштински нестали. Ова чињеница такође објашњава релативно велики број топонима који су изведени из речи „Сас“ иако је број Саса који су се доселили у Босну и Србију по свој прилици био мали.
Вероватно прво место у коме су се населили Саси и почели са радом у Србији је било Брсково, у коме се помињу 1254. године. Брсково је била прва аутономна саска општина и њен први кнез је био Сас. Од руда је вађено сребро, гламско сребро и бакар. На тргу је настала прва српска ковница сребрног новца. Трг је почео да слаби након смрти цара Уроша, а пре 1433. године је напуштен.

## Рудници
О релативно раном почетку експлоатисања руда у српској земљи сведочи помињање Копаоника у оснивачкој повељи Студенице. Један од знакова постојања рудника сребра је почетак ковања новца у време краља Стефана Владислава. Постојали су и рудници злата, али рудници сребра и количина произведеног сребра су били знатно виши.

### Шумадија
После Брскова, следећа рударска област која се помиње у историјским изворима је Рудник (1293. године), који се тада налазио у земљи краља Драгутина. Рудници и насеобине на Руднику су били концентрисани око врха Штурца. Са северне стране, на изворишту Јасенице, налазила се тврђава Острвица, са југоисточне остаци насеобине из римског периода, а са јужне и западне су биле средњовековне насеобине и рудници. Вадиле су се руде сребра, олова и бакра и, по свој прилици, Рудник је био највећи српски рудник бакра. У близини Рудника је постојао један мањи рударски предео под називом Селца. Има мало вести о рударству у Шумадији које нису везане за Рудник. У близини Београда се у историјским изворима помињу Рудишта, по свој прилици рударско насеље у чијој се близини вадило сребро, а можда и злато. Свакако се ради о мањој количини метала с обзиром на мањак вести у изворима о овом месту. Ипак, јесте у овом месту постојала ковница новца. Тачна локација Рудишта није позната, али остало је део деспотовине и након смрти деспота Стефана Лазаревића, односно није предато заједно са Београдом, што указује на његову релативну удаљеност од тог града. У Кучеву, са леве стране Велике Мораве се налазио Железник, рудник олова, бакра и гвожђа који је био активан бар од 1358. до 1433. године.

### Копаоник
На Копаонику су вађени сребро, злато и гвожђе. Рударска област Копаоника се помиње од 1303. године, односно помиње се Трепча, у којој је вађено сребро, а исте године се помињу и Рогозно и Грачаница. Трепча је свој врхунац достигла у време деспотовине. Значајно рударско место (нађено је 1200 окана) је била и Плана, која је присутна у изворима од 1346. године, исто као и Остраћа. Нови рудник Запланиње се помиње 1400. године. У првој половини 15. века се такође појављују нови рудници на Копаонику. То су Ливада (од 1405), Беласица (од 1423), Ковачи (од 1426), Бело Брдо (од 1438. године).

### Подриње
У средњем Подрињу се од 1312. године помиње Трешњица, а од 1319. трг Липник. Средином 14. века се тежиште рударске активности у оквиру Подриња из Трешњице и Липника померило на трг Црнчу, у чијој близини су вађени сребро и бакар. Црнча, као и остали рудници десне обале Дрине (Зајача, Крупањ), нестаје из извора након 1460. године.

### Ново Брдо
Ново Брдо се појављује у изворима од 1326. године, али је са радом почело између 1304. и 1319. године. Било је најпознатије рударско насеље читавог Балкана. Од око 1350. године Ново Брдо је било највећи рудник у српској земљи, а у исто време је у њему отворена ковница новца. Главна дубровачка колонија, која је била надређена осталим колонијама, налазила се у Новом Брду. Бертрандон де ла Брокијер у свом напису из 1433. године наводи да је деспот имао годишњи приход од Новог Брда еквивалентан износу од 200.000 дуката. Вађено је злато и олово, али у највећој мери сребро, и то такозвано гламско сребро, које је имало примесу злата. Злато се углавном извозило у том облику, мада се у изворима среће и чисто злато.
У околини Новог Брда постоји велики број топонима везаних за рударство (Глама, Нишино коло, Рајко-Коло, Качикол), што сведочи о развијености ове рударске области. Због раштрканости окана, топионица, а са њима и кућа, постојала су у близини још два града — Прилепац и Призренац. Прилепац је имао мало подграђе, док је Призренац имао и свој трг. Османлије су након заузимања Новог Брда погубили најугледније грађане, а одређени број грађана су нешто касније депортовали у Цариград. У граду је 1497. године избила и епидемија куге, што је допринело опадању броја становника. Поред тога, појединци су се на своју иницијативу исељавали у Дубровник, Нови, Улцињ, али и Италију. Подаци о дубровачкој колонији у другој половини 15. века су малобројни и мањак трговине сребром сведочи о смањеном интензитету рударства. Једино што је људе привлачило у Ново Брдо је било рударство и, као последица рударства, трговина. Замирањем рударства замрла је трговина, а затим је почео да замире и сам град, мада се одржао бар до 16. века.